# Sunny Garcia
Vincent Sennen Garcia, dit Sunny Garcia, né le 14 janvier 1970 à Maile, Oahu (États-Unis), est un surfeur professionnel américain. Il a été une fois Champion du monde de surf.

## Biographie
Son style de surf est puissant, radical tout en courbe représentatif de l'école hawaïenne. Il devient champion du monde de surf en 2000.
Il possède le record de victoires sur le circuit qualificatif WQS(22 devant Rob Machado 13) ainsi que du plus grand nombre de titre a la Triple crown of surfing (6).
Le 29 avril 2019, Sunny Garcia est hospitalisé dans un centre médical près de Portland en Oregon, la World Surf League expliquant qu'il se trouve en état de réanimation.

## Palmarès

### Titres
- 2000 : Champion du monde WCT de surf
- 1992/1993/1994/1999/2000/2004 : 6 fois vainqueur de la Triple crown of surfing

### Victoires
- 2004 : Vans Triple Crown of Surfing, North Shore, Oahu, Hawaï (spécialité)
- 2004 : Vans Hawaiian Pro, Haleiva, Oahu, Hawaï (WQS)
- 2002 : G-Shock Hawaiian Pro, Haleiva, Oahu, Hawaii (WQS)
- 2000 : G-Shock Triple Crown of Surfing, North Shore, Oahu, Hawaï (spécialité)
- 2000 : Rip Curl World Cup, Sunset Beach, Oahu, Hawaï (WQS)
- 2000 : G-Shock Hawaiian Pro, Haleiva, Oahu, Hawaï (WQS)
- 2000 : Panasonic ShockWave US Open, Huntington Beach, Californie, États-Unis (WQS)
- 2000 : Rip Curl Pro, Bells Beach, Victoria, Australie (WCT)
- 2000 : Billabong Pro, Gold Coast, Queensland, Australie (WCT)
- 2000 : Sunset Beach Shootout, Honolua Bay, Maui, Hawaï (spécialité)
- 1999 : G-Shock Triple Crown of Surfing, North Shore, Oahu, Hawaï (spécialité)
- 1997 : Katin Team Challenge, Huntington Beach, Californie, États-Unis (WQS)
- 1997 : OP Pro, Huntington Beach, Californie, États-Unis (WQS)
- 1997 : Rusty Pro, Honolua Bay, Maui, Hawaï (WQS)
- 1997 : Quiksilver Surfmasters, Biarritz, Pyrénées-Atlantiques, France (WCT)
- 1997 : Rip Curl Pro, Bells Beach, Victoria, Australie (WCT)
- 1996 : Hapuna World Cup of Surfing, Sunset Beach, Oahu, Hawaï (WQS)
- 1996 : T & C/Bud Surf Tour Championships, Makaha, Oahu, Hawaï (WQS)
- 1996 : Town and Country, Ala Moana, Oahu, Hawaï (WQS)
- 1996 : Rip Curl Pro, Bells Beach, Victoria, Australie (WCT)
- 1995 : T & C/Bud Surf Tour Championships, Makaha, Oahu, Hawaï (WQS)
- 1994 : Billabong Kirra Pro, Kirra Point, Queensland, Australie (WQS)
- 1994 : Réunion Surf Pro, Saint-Leu, La Réunion (WCT)
- 1993 : Wyalnd Galleries Hawaiian Pro, Haleiva, Oahu, Hawaï (WQS)
- 1993 : OP Pro, Huntington Beach, Californie, États-Unis (WQS)
- 1993 : Full Circle Phillip Island Pro, Phillip Island, Victoria, Australie (WQS)
- 1992 : Wyalnd Galleries Hawaiian Pro, en:Haleiwa, Oahu, Hawaï (WQS)
- 1992 : Xcel Pro, Sunset Beach, Oahu, Hawaï (WQS)
- 1992 : Marui/Surfin' Life Qualifying, Chiba, Japon (WQS)
- 1992 : Puskas Pro, Zarautz, Communauté autonome basque (WQS)
- 1992 : T & C O'Neill pro, Maui Hawaï (WCT)
- 1992 : Gunston 500, Durban, Natal, Afrique du Sud (WCT)
- 1990 : Seland Pro, Ericeira, Portugal (WCT)
- 1990 : Puskas Pro, Zarautz, Communauté autonome basque (WCT)